# Гибсон, Альфред
Альфред Гибсон (ок. 1851 — 23 апреля 1874 года или позже) — исследователь Австралии, член экспедиции Эрнеста Джайлса. Пропал без вести и погиб при попытке найти воду для себя, лошади и Джайлса.

## Биография
В экспедицию, которая должна была пересечь пустыни Западной Австралии с востока на запад, попросился добровольцем и был предупрежден о лишениях и опасностях.
23 апреля 1874 года он, взяв лошадь и компас, отделился от своих товарищей и исчез. Тело не было обнаружено.
В честь Альфреда Джайлс назвал Пустыню Гибсона.